# 中国建設銀行

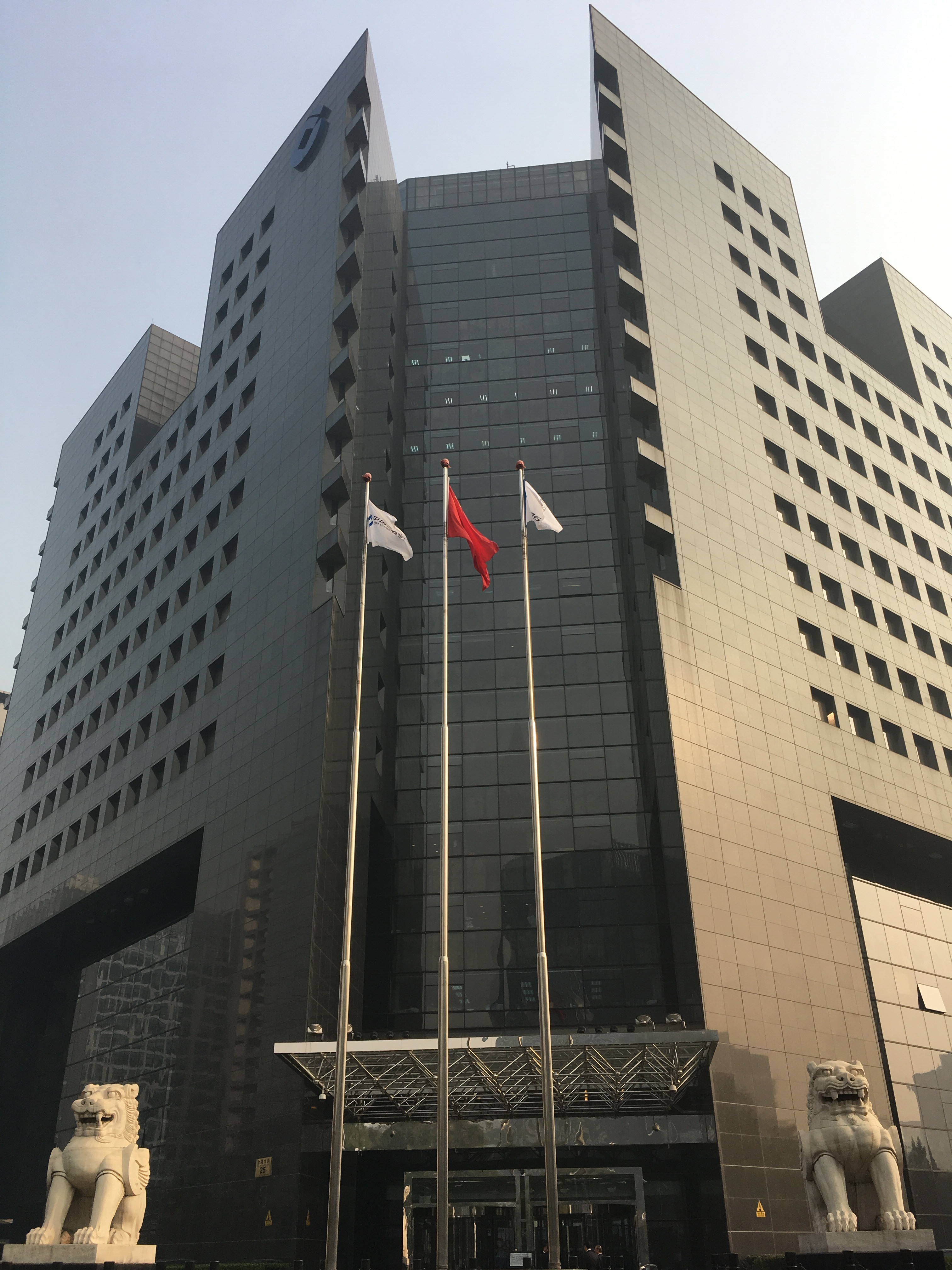
中国建設銀行 CCB

中国建設銀行（ちゅうごくけんせつぎんこう、簡体字中国語: 中国建设银行、英語: China Construction Bank）は、中華人民共和国の国有商業銀行の一つであり、中国銀行、中国工商銀行、中国農業銀行と共に中国の四大商業銀行とされる。また、香港での金融最大手の「八行五保」の一行とされる。
1954年の設立から現在までに、社会インフラに対する長期的な融資に強みを持つ銀行から、様々なニーズに対応出来る本格的な総合金融機関となった。国内に38の分行と21,000余の支店網、ATM10,000台余を展開し、行員27万人、総資産規模は23兆億人民元に達する。総行（本店）は北京市西二環路金融大街（北京金融街）の中国建設銀行ビルに所在する。このビルは地上22階、地下3階、高さ100メートルで、1998年に完成した。
中国建設銀行の総資産は24兆億人民元で中国第2位の地位を有している。2005年には中国建設銀行は香港で株式上場し、2009年の時価総額ランキングで世界第2位となった。また、2015年のフォーブスの「世界の有力企業2000社ランキング（グローバル2000）」で世界有力企業の第2位にもなった。

銀聯カードとの取引もある。

## 沿革
1954年10月1日、国家の基本建設資金を効率的に管理するため、中国人民建設銀行として創設された。
1980年代中頃から改革開放政策により、個人貯蓄や住宅貸付、企業貸付、国際金融業務などにも進出、1994年には金融改革の一環として政策金融分野は財務部と国家開発銀行に移管し、商業金融に特化した。
1996年3月26日、中国人民建設銀行は現行の中国建設銀行と改称した。
2005年10月27日、中国の四大国有銀行として初めて、香港証券取引所に上場した。

## 不祥事
- 2016年4月、中国中央規律委員会は300人を越える同行職員に規律違反があると指摘した[4]。